# Yamaha SZR660
Yamaha SZR 660 – japoński motocykl sportowy produkowany przez Yamaha Motor Corporation w latach 1995-2001.
SZR 660 powstał z inicjatywy włoskiej firmy Belgarda - importera pojazdów Yamaha. Wyposażony został w jednocylindrowy silnik. Jednostką napędową był motor znany z szosowo-terenowej Yamahy XTZ 660 Tenere. Z tego samego motocykla zapożyczono również skrzynię biegów. Charakterystyczną cechą zastosowanej jednostki był stosunkowo duży moment obrotowy dostępny już od niskiego zakresu obrotów.